# Nobuyuki Fukumoto
Nobuyuki Fukumoto (福本伸行, Fukumoto Nobuyuki) és un mangaka japonès ben conegut a tot l'Orient Llunyà per les seves singulars idees sobre els jocs d'atzar, per la seva profunda anàlisi psicològica dels personatges i pel seu estil artístic peculiar. Els yakuza i els jocs d'atzar són temes recurrents en el seu manga. En els països de parla anglesa, és conegut per ser l'autor d'Akagi, un manga de temàtica mahjong. El 1998, guanyà el Kodansha Manga Award per Tobaku Mokushiroku Kaiji. L'onomatopeia "zawa" (ざわ‥), significant una atmosfera poc agradable, apareix freqüentment als seus còmics i és considerada una marca pròpia de Fukumoto.

## Treballs (ordre cronològic)
- Ten - Tenwadoori No Kaidanji (1989 - 2002) (天 - 天和通りの快男児)
- Akagi (1992 -)
- Gin to Kin (Silver and Gold, 1992 - 1996) (銀と金)
- Tobaku Mokushiroku Kaiji (1996 - 1999) (賭博黙示録　カイジ)
- Buraiden Gai (Outcast Story: Gai, 2000 - 2001) (無頼伝　涯)
- Tobaku Hakairoku Kaiji (2000 - 2004) (賭博破壊録　カイジ)
- Saikyou Densetsu Kurosawa (The Strongest Legend Kurosawa, 2003 - 2006) (最強伝説黒沢)
- Tobaku Datenroku Kaiji (2004 - 2008) (賭博堕天録　カイジ)
- Tobaku Haouden ZERO (Gambling Emperor Legend Zero, 2007 -) (賭博覇王伝零)
- Tobaku Datenroku Kaiji ~Kazuya-hen~ (2009 -) (賭博堕天録カイジ〜和也編〜)

En cooperació amb Kaiji Kawaguchi:
- Seizon -LifE- (1999)
- Kokuhaku: Confession (2001)

En cooperació amb Keiichirou Hara:
- Washizu - Enma No Touhai (2008 -) (ワシズ　閻魔の闘牌)